# Dichapetalum froesii
Dichapetalum froesii är en tvåhjärtbladig växtart som beskrevs av Ghillean `Iain' Tolmie Prance. Dichapetalum froesii ingår i släktet Dichapetalum och familjen Dichapetalaceae. Inga underarter finns listade i Catalogue of Life.